# Christian Mertens (Politiker)
Christian Mertens (* 15. Februar 1991 in Magdeburg) ist ein deutscher Politiker (AfD). Seit 2023 ist er Abgeordneter im Landtag von Sachsen-Anhalt.

## Leben
In seiner Jugend war Mertens Teil der Magdeburger Punkszene. Er studierte Politikwissenschaft an der Martin-Luther-Universität Halle-Wittenberg und der Otto-von-Guericke-Universität Magdeburg. Er schloss das Studium mit dem Master of Arts ab. Bis zu seinem Einzug in den Landtag 2023 war er als Wahlkreismitarbeiter tätig, unteren anderem für den Bundestagsabgeordneten Frank Pasemann.
Mertens ist verheiratet und hat zwei Kinder.

## Politik
Mertens ist seit 2015 Mitglied der AfD. Seit 2019 ist er Mitglied des Stadtrats von Magdeburg, seit 2023 als Vorsitzender der AfD-Fraktion. Seit 2021 ist er Landesvorsitzender der Jungen Alternative für Deutschland in Sachsen-Anhalt.
Bei der Landtagswahl in Sachsen-Anhalt 2021 kandidierte Mertens im Landtagswahlkreis Magdeburg III und auf Platz 24 der Landesliste seiner Partei. Er verpasste bei einem Ergebnis von 16,5 % der Erststimmen das Direktmandat und konnte zunächst auch nicht über die Landesliste in den Landtag einziehen. Er rückte am 5. September 2023 für Hannes Loth in den Landtag nach.